# Séptima Avenida Noroeste
La Séptima Avenida Noroeste, o simplemente como la 7.ª Avenida, es una pequeña avenida de sentido norte/sur de la ciudad de Managua, Nicaragua que cruza el barrio San Antonio.

## Trazado
La Séptima Avenida Noroeste inicia desde la intersección con la 4.ª Calle Noroeste y Dupla Norte. La avenida atraviesa el barrio San Sebastián de norte a sur, pasando por las intersecciones de la 9.ª Calle Noroeste, la 8.ª Calle Noroeste, 7.ª Calle Noroeste, 6.ª Calle Noroeste, 5.ª Calle Noroeste, 4.ª Calle Norte Noroeste, pasando por la Dupla Norte, hasta llegar a su fin en la 4.ª Calle Suroeste.

## Barrios que atraviesa
La avenida, por ser muy corta, solo atraviesa el barrio San Sebastián.